# Aucun Rapport
Aucun Rapport (titre original : No Connection) est une nouvelle d'Isaac Asimov parue en juin 1948 dans le magazine Astounding Science Fiction. Elle a été publiée en France dans le recueil de nouvelles La Mère des mondes en 1975.

## Résumé
Dans un futur lointain, les ours sont devenus l'espèce dominante de l'Amérique du Nord. Intelligents et sociables, ils vivent dans une utopie où chacun choisit librement son occupation ; les tâches dont personne ne veut sont assumées par rotation.
L'un des ours, un archéologue, s'interroge sur la forte présence de métaux raffinés dans certaines régions, peut-être liées à la découverte d'une créature antique et éteinte (qui n'est autre que l'être humain). Sa curiosité est également attisée par l'arrivée, dans un ballon dirigeable, de réfugiés politiques : des chimpanzés fuyant une société violente, dominée par des despotes, déchirée par la guerre civile, et qui vient d'inventer l'arme nucléaire.
Le savant se demande si cette société pourrait ressembler à celle de l'être ancien, qui se serait donc autodétruit... Mais non, se dit-il aussitôt, il ne peut y avoir aucun rapport. Les êtres intelligents n'iront jamais jusque-là.